# Cleptelmis ornata
Cleptelmis ornata är en skalbaggsart som först beskrevs av Schaeffer 1911.  Cleptelmis ornata ingår i släktet Cleptelmis och familjen bäckbaggar. Inga underarter finns listade i Catalogue of Life.